# Schwarze Pfütze

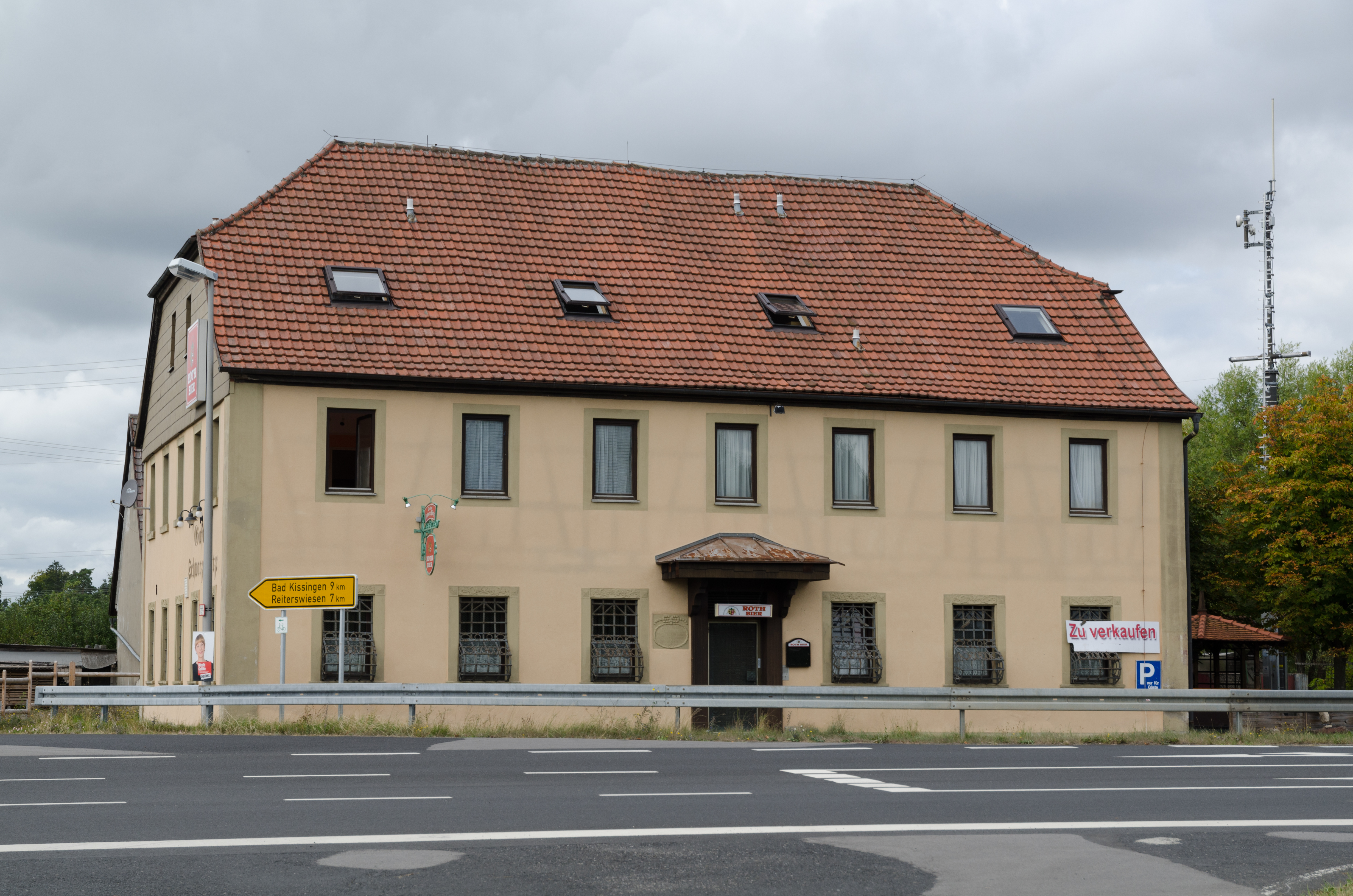
Das Gasthaus Schwarze Pfütze vor dem Brand (Frontansicht, September 2013)

Schwarze Pfütze ist ein Gemeindeteil der Gemeinde Oerlenbach im unterfränkischen Landkreis Bad Kissingen in Bayern.

## Geographische Lage
Der Weiler Schwarze Pfütze liegt an der Staatsstraße 2445, der ehemaligen Bundesstraße 19, und ist zwischen Münnerstadt und Schnackenwerth (Markt Werneck) die einzige Siedlung, durch die die ehemalige B 19 hindurchführt.
Von westlich gelegenen Bad Kissinger Stadtteil Reiterswiesen kommend, kreuzt die Kreisstraße Kreisstraße KG 8 dort die St 2445. Über die im Zweiten Weltkrieg von der deutschen Wehrmacht als Übungsfläche genutzte Gemarkung von Reiterswiesen ist Schwarze Pfütze auch zu Fuß zu erreichen. Durch den Ort führt der Fränkische Marienweg.

## Geschichte

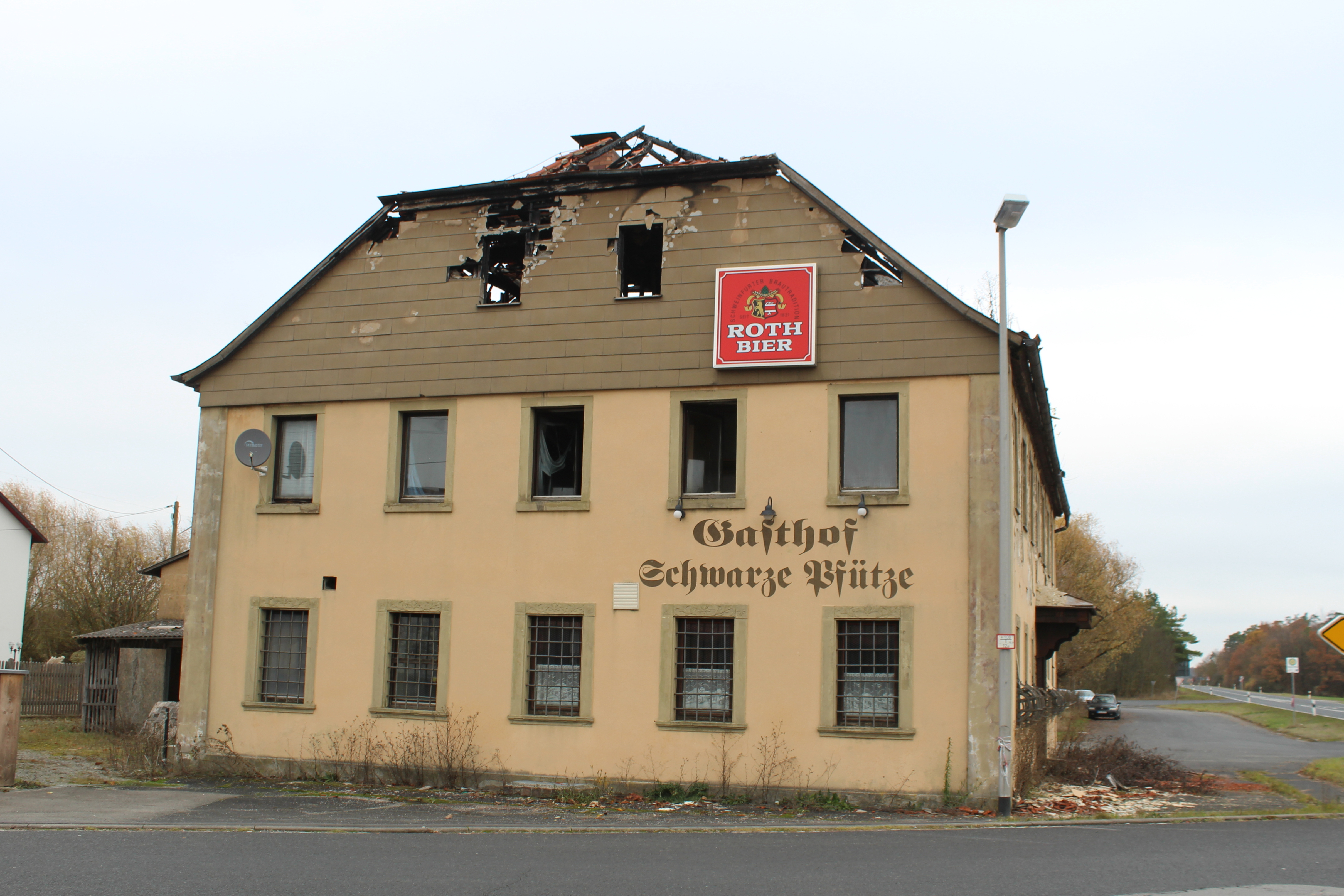
Das Gasthaus Schwarze Pfütze nach dem Brand (Seitenansicht, November 2016)

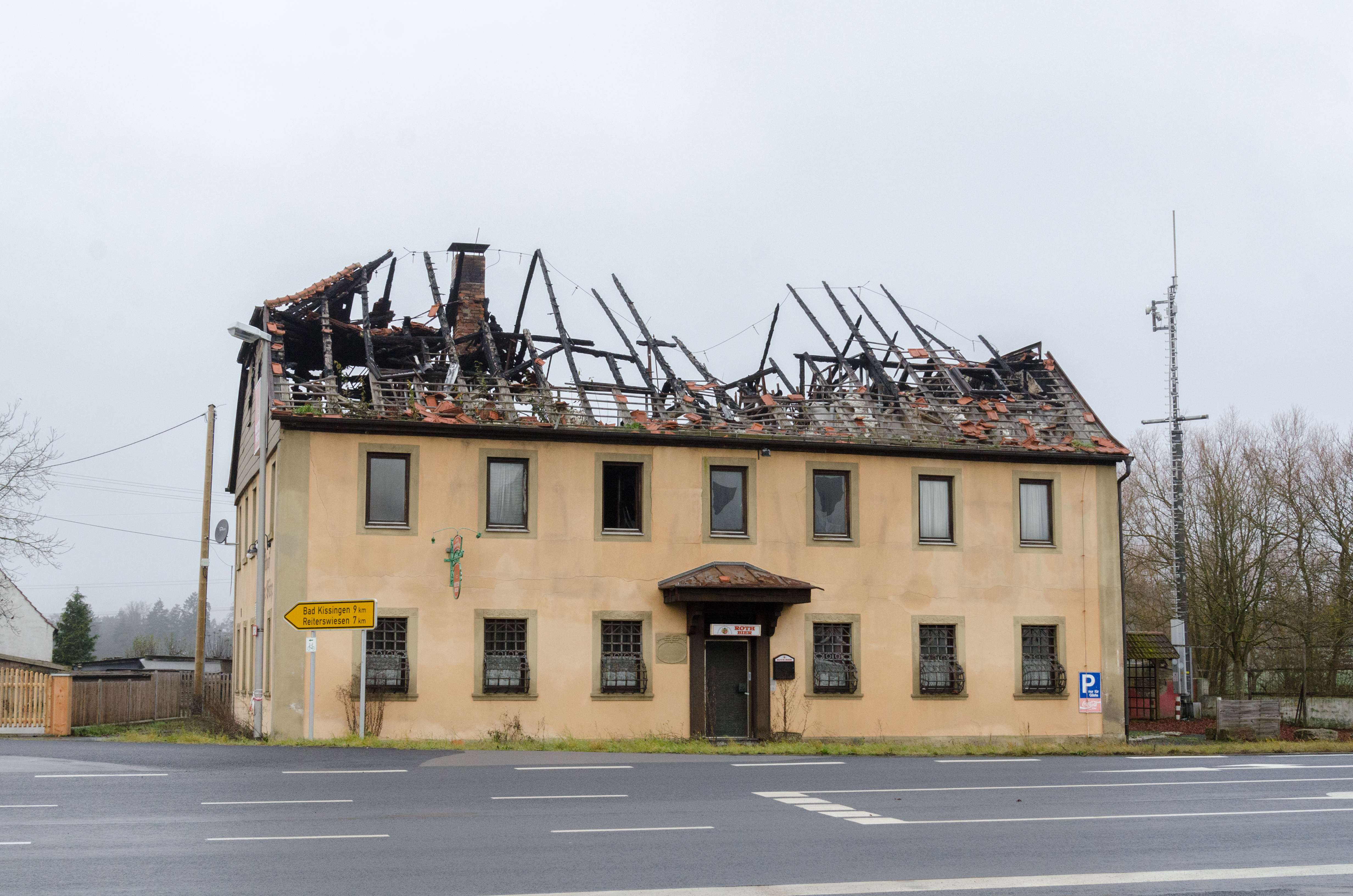
Das Gasthaus Schwarze Pfütze nach dem Brand (Frontansicht, Dezember 2014)

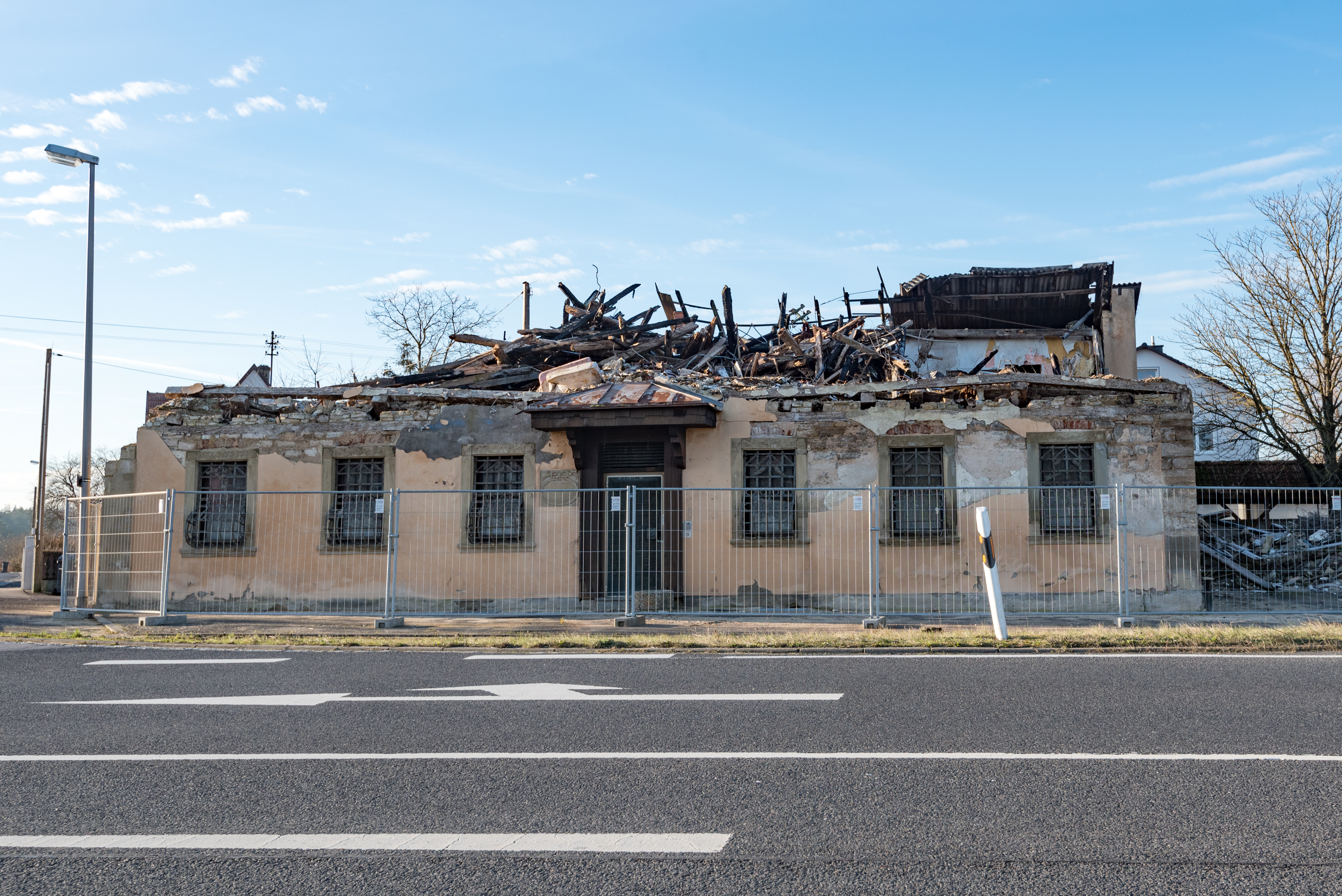
Das Gasthaus Schwarze Pfütze nach dem Teilabriss (Frontansicht, Dezember 2019)

Anlass zum Bau von Schwarze Pfütze war der Bedarf für eine Gaststätte in der Mitte des 18 Kilometer langen Teilabschnitts der „Sächsischen Chaussee“, des Vorläufers der B 19, zwischen Poppenhausen und Münnerstadt. An die Entstehung von Schwarze Pfütze erinnert ein Gedenkstein mit der Jahreszahl 1819. Der Name dürfte von dem gleichnamigen kleinen See unmittelbar neben der Gaststätte herrühren.
Im Jahr 1806 plante der damalige Landesherr, Großherzog Ferdinand III., Joseph Johann Baptist von Habsburg-Toskana, eine neue Siedlung, die „Ferdinandsfeld“ heißen sollte. Die Einwohner von Rottershausen (heute Ortsteil von Oerlenbach) fürchteten jedoch eine Gefährdung ihrer Nahrungsversorgung, da die geplante Siedlung eine Verkleinerung der Gemarkung von Rottershausen bedeutet hätte.
Die ersten Interessenten für den Betrieb einer Gaststätte gab es bereits im Jahr 1800. Im Jahr 1810 wurde durch die Regierung ein Brunnen, dessen gusseisernes Pumpgehäuse sich erhalten hat, zur Trinkwasserversorgung gebohrt. Erster Pächter von Schwarze Pfütze war im Jahr 1820 ein Wirt aus Oerlenbach. Am 22. September 1829 berichtete das Intelligenzblatt für den Unter-Mainkreis von einem Ansiedler, der zwei Häuser bei Schwarze Pfütze errichtete.
Ab 1874 verlor Schwarze Pfütze durch den Bau der parallel zur Straße verlaufenden Bahnstrecke Schweinfurt–Meiningen an Bedeutung. Der Rückgang der Besucherzahlen glich sich wieder etwas aus, als Schwarze Pfütze immer öfter von Kurgästen aus Bad Kissingen aufgesucht wurde. In seinem Führer von Bad Kissingen lobte der Mediziner Dr. Werner im Jahr 1889 „die schöne Aussicht trotz der mäßigen Höhe von 185 m über der Saale und 395 m über dem Meer“.
Anfang der 1970er Jahre wurde ein Parkplatz eingerichtet, wofür die alten Kastanienbäume des Wirtsgartens gefällt wurden.
In der Nähe der Schwarzen Pfütze befindet sich eine Motocrossstrecke des MMC Schweinfurt, auf der auch Wettkämpfe ausgetragen werden.
Von Ende 2004 bis 2006 wurde die Schwarze Pfütze als Swingerclub genutzt. Im Dezember 2010 kam es zu einem Pächterwechsel und die Schwarze Pfütze wurde wieder zum Gasthaus umgebaut.
Am 6. Dezember 2013 brannte das Gasthaus Schwarze Pfütze komplett ab; dabei kam eine Person ums Leben. Nach Ermittlungen der Polizei wurde das Feuer von einer defekten Heizdecke verursacht.
Nach dem Feuer in der Ruine verkaufte der Bruder des im Gasthaus Verstorbenen das Gebäude. Da jedoch nach dem Kauf keine Zahlungen geleistet wurden, wurde das Gebäude am 20. Dezember 2017 zu einem Startpreis vom 1 € versteigert. Bei der Versteigerung war ein Schweinfurter Investor bereit, 7.432,15 € zu zahlen (noch fällige Kosten für Grundsteuer und Mahnungen). Da der Besitzer sich jedoch einen höheren Betrag zwischen 25.000 € und 30.000 € erhofft hatte, zog er das Angebot zurück.
Nachdem das Gebäude durch das Landratsamt Bad Kissingen im Jahr 2019 als einsturzgefährdet eingestuft wurde, wurde es aus Sicherheitsgründen von oben bis zur Kante des Erdgeschosses eingerissen. Die Denkmalschutzbehörde sah den Schaden als unwiederbringlich an und strich das Gebäude im Jahr 2020 aus der Denkmalliste.
Die Gebäudereste wurden im November 2023 abgerissen; sie sollen einer Grünanlage zum Verweilen weichen.